# Partecipanti al Giro d'Italia 1992
Elenco dei partecipanti al Giro d'Italia 1992.
Il Giro d'Italia 1992 fu la settantacinquesima edizione della corsa. Alla competizione presero parte 20 squadre, ciascuna delle quali composta da nove corridori, per un totale di 180 ciclisti. La corsa partì il 24 maggio da Genova e terminò il 14 giugno a Milano; in quest'ultima località portarono a termine la competizione 148 corridori. 

## Corridori per squadra
Nota: R ritirato, NP non partito, FT fuori tempo, SQ squalificato.
| GB-MG Maglificio    | GB-MG Maglificio       | GB-MG Maglificio    | Gatorade-Chateau d'Ax     | Gatorade-Chateau d'Ax     | Gatorade-Chateau d'Ax     | Postobón-Manzana-Ryalcao     | Postobón-Manzana-Ryalcao     | Postobón-Manzana-Ryalcao     |
| ------------------- | ---------------------- | ------------------- | ------------------------- | ------------------------- | ------------------------- | ---------------------------- | ---------------------------- | ---------------------------- |
| 1                   | Franco Chioccioli      | 3º                  | 71                        | Laurent Fignon            | 37º                       | 141                          | Luis Herrera                 | 8º                           |
| 2                   | Franco Vona            | 6º                  | 72                        | Marco Giovannetti         | 4º                        | 142                          | Ruber Marín                  | 58º                          |
| 3                   | Roberto Gusmeroli      | 63º                 | 73                        | Dirk De Wolf              | R 15ª                     | 143                          | Luis Edgar Espinosa          | 51º                          |
| 4                   | Francesco Cesarini     | 128º                | 74                        | Abelardo Rondón           | 43º                       | 144                          | Raúl Acosta                  | R 11ª                        |
| 5                   | Eros Poli              | 148º                | 75                        | Giovanni Fidanza          | 118º                      | 145                          | Jonas Romanovas              | 96º                          |
| 6                   | Luca Gelfi             | 65º                 | 76                        | Ivan Gotti                | 23º                       | 146                          | Remigius Lupeikis            | 93º                          |
| 7                   | Zenon Jaskuła          | 17º                 | 77                        | Stefano Zanatta           | 114º                      | 147                          | Julio César Ortegón          | 62º                          |
| 8                   | Mario Cipollini        | 126º                | 78                        | Mauro Antonio Santaromita | 75º                       | 148                          | Gerardo Moncada              | 39º                          |
| 9                   | Flavio Vanzella        | 76º                 | 79                        | Alberto Volpi             | 29º                       | 149                          | Efrain Rico                  | 26º                          |
| Amore & Vita-Fanini | Amore & Vita-Fanini    | Amore & Vita-Fanini | Italbonifica-Navigare     | Italbonifica-Navigare     | Italbonifica-Navigare     | Seur                         | Seur                         | Seur                         |
| 11                  | Gianluigi Barsottelli  | 125º                | 81                        | Stefano Allocchio         | R 15ª                     | 151                          | José Urea                    | 78º                          |
| 12                  | Giuseppe Calcaterra    | 138º                | 82                        | Michele Coppolillo        | NP 12ª                    | 152                          | Pëtr Ugrjumov                | 20º                          |
| 13                  | Fabrizio Convalle      | 117º                | 83                        | Fabiano Fontanelli        | 142º                      | 153                          | Malcolm Elliott              | 115º                         |
| 14                  | Stefano Della Santa    | NP 16ª              | 84                        | Massimo Podenzana         | 79º                       | 154                          | Viktor Klimov                | 67º                          |
| 15                  | Alessio Di Basco       | 120º                | 85                        | Michele Moro              | R 16ª                     | 155                          | José Rodríguez García        | R 13ª                        |
| 16                  | Stefano Giraldi        | 141º                | 86                        | Fabrizio Settembrini      | 59º                       | 156                          | Peter Hilse                  | FT 5ª                        |
| 17                  | Maurizio Molinari      | 147º                | 87                        | Stefano Zanini            | 102º                      | 157                          | Viktor Ržaksyns'kij          | R 13ª                        |
| 18                  | Bruno Risi             | NP 18ª              | 88                        | Luboš Lom                 | 91º                       | 158                          | Pablo Moreno Rebollo         | R 10ª                        |
| 19                  | Jesper Worre           | R 16ª               | 89                        | Raimondo Vairetti         | R 19ª                     | 159                          | Iván Alemany                 | 110º                         |
| Banesto             | Banesto                | Banesto             | Jolly Componibili-Club 88 | Jolly Componibili-Club 88 | Jolly Componibili-Club 88 | Telekom-Merckx               | Telekom-Merckx               | Telekom-Merckx               |
| 21                  | Fabrice Philipot       | 22º                 | 91                        | Paolo Botarelli           | 21º                       | 161                          | Uwe Ampler                   | 11º                          |
| 22                  | Armand de Las Cuevas   | 38º                 | 92                        | Stefano Cattai            | 133º                      | 162                          | Udo Bölts                    | 31º                          |
| 23                  | Fabian Fuchs           | 32º                 | 93                        | Salvatore Criscione       | 108º                      | 163                          | Peter Farazijn               | 74º                          |
| 24                  | Rubén Gorospe          | R 11ª               | 94                        | Endrio Leoni              | NP 14ª                    | 164                          | Bernd Gröne                  | 144º                         |
| 25                  | Miguel Indurain        | 1º                  | 95                        | Dario Mariuzzo            | 139º                      | 165                          | Sepp Holzmann                | 36º                          |
| 26                  | Prudencio Indurain     | 132º                | 96                        | Rodolfo Massi             | 94º                       | 166                          | Christian Henn               | 81º                          |
| 27                  | Luis Javier Lukin      | 77º                 | 97                        | Marcello Siboni           | 52º                       | 167                          | Jens Heppner                 | 27º                          |
| 28                  | José Luis Santamaría   | 131º                | 98                        | Daniel Steiger            | 129º                      | 168                          | Andreas Kappes               | 121º                         |
| 29                  | José Ramón Uriarte     | 80º                 | 99                        | Massimo Strazzer          | 140º                      | 169                          | Markus Schleicher            | 145º                         |
| Carrera-Vagabond    | Carrera-Vagabond       | Carrera-Vagabond    | Lampre-Colnago            | Lampre-Colnago            | Lampre-Colnago            | Tulip Computers              | Tulip Computers              | Tulip Computers              |
| 31                  | Claudio Chiappucci     | 2º                  | 101                       | Gianluca Bortolami        | 64º                       | 171                          | Luc Roosen                   | R 17ª                        |
| 32                  | Džamolidin Abdužaparov | NP 13ª              | 102                       | Fabrizio Bontempi         | 136º                      | 172                          | Allan Peiper                 | 130º                         |
| 33                  | Volodymyr Pulnikov     | R 19ª               | 103                       | Davide Bramati            | 66º                       | 173                          | Harry Lodge                  | 48º                          |
| 34                  | Alessandro Giannelli   | 71º                 | 104                       | Dario Nicoletti           | 137º                      | 174                          | Rudy Rogiers                 | 123º                         |
| 35                  | Massimo Ghirotto       | 55º                 | 105                       | Maurizio Piovani          | 89º                       | 175                          | Johnny Dauwe                 | NP 4ª                        |
| 36                  | Henry Cárdenas         | 41º                 | 106                       | Ján Svorada               | 122º                      | 176                          | Olaf Jentzsch                | 35º                          |
| 37                  | Fabio Roscioli         | 95º                 | 107                       | Zbigniew Spruch           | 47º                       | 177                          | Brian Holm                   | 86º                          |
| 38                  | Giancarlo Perini       | 42º                 | 108                       | Marek Szerszyński         | 60º                       | 178                          | Søren Lilholt                | 109º                         |
| 39                  | Guido Bontempi         | 40º                 | 109                       | Pavel Tonkov              | 7º                        | 179                          | Raymond Meijs                | NP 12ª                       |
| Castorama           | Castorama              | Castorama           | Mercatone Uno             | Mercatone Uno             | Mercatone Uno             | Z                            | Z                            | Z                            |
| 41                  | Gérard Rué             | 30º                 | 111                       | Flavio Giupponi           | 14º                       | 181                          | Kim Andersen                 | NP 10ª                       |
| 42                  | Dominique Arnould      | 25º                 | 112                       | Enrico Zaina              | 28º                       | 182                          | Laurent Bezault              | 53º                          |
| 43                  | Thierry Marie          | 127º                | 113                       | Giuseppe Petito           | 58º                       | 183                          | Christophe Capelle           | 106º                         |
| 44                  | Philippe Bouvatier     | R 8ª                | 114                       | Silvio Martinello         | 99º                       | 184                          | Philippe Casado              | 33º                          |
| 45                  | Jacky Durand           | 104º                | 115                       | Bruno Leali               | 18º                       | 185                          | Bruno Cornillet              | 10º                          |
| 46                  | Hans Kindberg          | R 18ª               | 116                       | Fabio Bordonali           | R 12ª                     | 186                          | Thierry Gouvenou             | 90º                          |
| 47                  | Yvon Ledanois          | R 16ª               | 117                       | Nico Emonds               | 45º                       | 187                          | Pascal Lance                 | 107º                         |
| 48                  | Thomas Davy            | 73º                 | 118                       | Angelo Canzonieri         | 100º                      | 188                          | Johan Lammerts               | 34º                          |
| 49                  | François Simon         | 61º                 | 119                       | Germano Pierdomenico      | 69º                       | 189                          | Eddy Seigneur                | 112º                         |
| Ceramiche Ariostea  | Ceramiche Ariostea     | Ceramiche Ariostea  | Motorola-Magniflex        | Motorola-Magniflex        | Motorola-Magniflex        | ZG Mobili-Fonti Sant'Antonio | ZG Mobili-Fonti Sant'Antonio | ZG Mobili-Fonti Sant'Antonio |
| 51                  | Adriano Baffi          | 113º                | 121                       | Andrew Hampsten           | 5º                        | 191                          | Leonardo Sierra              | NP 19ª                       |
| 52                  | Davide Cassani         | 105º                | 122                       | Norman Alvis              | 143º                      | 192                          | Gianni Faresin               | 13º                          |
| 53                  | Marco Saligari         | 98º                 | 123                       | Steve Bauer               | 92º                       | 193                          | Stefano Colagè               | R 7ª                         |
| 54                  | Roberto Conti          | 9º                  | 124                       | Michel Dernies            | 84º                       | 194                          | Nelson Rodríguez             | 24º                          |
| 55                  | Andrea Ferrigato       | 83º                 | 125                       | Jan Schur                 | 124º                      | 195                          | Mario Mantovan               | 85º                          |
| 56                  | Giorgio Furlan         | 19º                 | 126                       | Maximilian Sciandri       | 88º                       | 196                          | Felice Puttini               | 54º                          |
| 57                  | Massimiliano Lelli     | 12º                 | 127                       | Brian Walton              | 116º                      | 197                          | Diego Trepin                 | 119º                         |
| 58                  | Marco Lietti           | 97º                 | 128                       | Sean Yates                | 87º                       | 198                          | Davide Perona                | 50º                          |
| 59                  | Bjarne Riis            | 101º                | 129                       | Urs Zimmermann            | 44º                       | 199                          | Giovanni Strazzer            | 135º                         |
| Festina-Lotus       | Festina-Lotus          | Festina-Lotus       | ONCE                      | ONCE                      | ONCE                      |                              |                              |                              |
| 61                  | Sean Kelly             | NP 16ª              | 131                       | Javier Aldanondo          | 72º                       |                              |                              |                              |
| 62                  | Mauro Gianetti         | 70º                 | 132                       | Luis María Díaz de Otazu  | 103º                      |                              |                              |                              |
| 63                  | Pascal Richard         | 56º                 | 133                       | Pedro Luis Díaz Zabala    | 82º                       |                              |                              |                              |
| 64                  | Romes Gajnetdinov      | 34º                 | 134                       | Anselmo Fuerte            | 49º                       |                              |                              |                              |
| 65                  | Ramon González Arrieta | 16º                 | 135                       | Laurent Jalabert          | R 13ª                     |                              |                              |                              |
| 66                  | Juan Tomas Martínez    | 15º                 | 136                       | Joan Llaneras             | R 10ª                     |                              |                              |                              |
| 67                  | Juan Valbuena Roset    | 111º                | 137                       | Neil Stephens             | 57º                       |                              |                              |                              |
| 68                  | Roberto Pagnin         | R 13ª               | 138                       | José Luis Villanueva      | 146º                      |                              |                              |                              |
| 69                  | Acácio da Silva        | 46º                 | 139                       | Johnny Weltz              | R 11ª                     |                              |                              |                              |

### Legenda
| Legenda          | Legenda | Legenda       | Legenda                                                  |
| ---------------- | --- | ------------- | -------------------------------------------------------- |
| Dorsale          | Dorsale di partenza del ciclista | Posizione     | Posizione finale nella classifica generale               |
| Maglia rosa      | Indica il vincitore della classifica generale                                                                                        | Maglia verde  | Indica il vincitore della classifica dei GPM             |
| Maglia ciclamino | Indica il vincitore della classifica a punti                                                                                         | Maglia bianca | Indica il vincitore della classifica dei giovani         |
| NP               | Indica un ciclista che non è ripartito in una tappa la mattina                                                                       | R             | Indica un ciclista che si è ritirato in una tappa        |
| FTM              | Indica un ciclista che ha concluso una tappa fuori tempo, ossia ha impiegato più tempo rispetto a quanto stabilito dal tempo massimo | EX            | Corridore escluso per non aver rispettato il regolamento |

## Corridori per nazione
Le nazionalità rappresentate nella manifestazione sono 25; in tabella il numero dei ciclisti suddivisi per la propria nazione di appartenenza:
| Numero corridori | Nazione                                                                                     |
| ---------------- | ------------------------------------------------------------------------------------------- |
| 72               | Italia                                                                                      |
| 20               | Spagna                                                                                      |
| 18               | Francia                                                                                     |
| 11               | Germania                                                                                    |
| 10               | Colombia                                                                                    |
| 7                | Belgio, Svizzera                                                                            |
| 6                | Danimarca                                                                                   |
| 3                | Australia, Gran Bretagna, Polonia, Ucraina                                                  |
| 2                | Lituania, Paesi Bassi, Russia, Stati Uniti                                                  |
| 1                | Canada, Irlanda, Lettonia, Portogallo, Rep. Ceca, Slovacchia, Svezia, Uzbekistan, Venezuela |